# The Money Changers
The Money Changers (o The Money-Changers) è un film muto del 1920 diretto da Jack Conway. La sceneggiatura di William H. Clifford adattata da Benjamin B. Hampton si basa sull'omonimo romanzo di Upton Sinclair pubblicato nel 1908.

## Produzione
Il film fu prodotto dalla Benjamin B. Hampton Productions e dalla Federal Photoplays of California.

## Distribuzione
Il copyright del film, richiesto dalla Pathé Exchange, inc., fu registrato il 5 ottobre 1920 con il numero LU15613.
Distribuito dalla Pathé Exchange, uscì nelle sale degli Stati Uniti il 31 ottobre 1920. Il 10 febbraio 1926, il film fu distribuito in Portogallo con il titolo No Mundo dos Negócios.
Non si conoscono copie ancora esistenti della pellicola che viene considerata presumibilmente perduta.